# Masacre de la Universidad Nacional de Colombia de 1984
La masacre de la Universidad Nacional de Colombia sede Bogotá fue una matanza ejecutada por la Fuerza Pública de Colombia contra movimientos y organizaciones estudiantiles el 16 de mayo de 1984, durante el gobierno de Belisario Betancur (1982-1986), contra estudiantes que protestaban por los asesinatos de sus compañeros y por mejoras en el bienestar universitario.

## Antecedentes

### Años 1920-1950
El 8 de junio de 1928, fue asesinado el estudiante Gonzalo Bravo Pérez, posteriormente el 8 de junio de 1954, en una conmemoración de su asesinato, fue asesinado el estudiante Uriel Gutiérrez Restrepo, y el 9 de junio se presentó la masacre de estudiantes de Bogotá en 1954. Desde 1958 se conmemoran como los días del estudiante caído en Colombia.
Para 1959, se realizan marchas estudiantiles contra el alza de transporte público en Bogotá. Surge la guerrilla del Movimiento Obrero Estudiantil y Campesino (MOEC).

### Años 1960
Entre abril y mayo de 1960, se desarrolla el paro estudiantil contra el rector Mario Laserna quien renuncia. En mayo de 1961 se desarrolla el paro nacional universitario de 1961. En septiembre de ese mismo año, se presentó un paro estudiantil en solidaridad con los huelguistas de Avianca.
Para 1962, se presentó una movilización estudiantil que derivó en pedreas al diario El Tiempo, expulsados algunos dirigentes estudiantiles, entre ellos María Arango y Jaime Pardo Leal, por quienes interceden los profesores de Sociología Camilo Torres y Orlando Fals Borda.
El 1 de diciembre de 1962, fue asesinado el estudiante de derecho Jaime Urdinola por un agente del Departamento Administrativo de Seguridad (DAS). En 1963, fue fundada la Federación Universitaria Nacional (FUN) integrada por representantes de casi todas las universidades públicas y de algunas privadas. Su sede principal quedaba en las oficinas del consejo superior estudiantil de la sede en Bogotá. Entre mayo y julio de 1964, se realizan paros y movilizaciones en solidaridad con estudiantes de la Universidad Industrial de Santander contra el rector Juan Francisco Villareal. El 26 de octubre de 1964, fue retenido en la Universidad Nacional el entonces candidato presidencial Carlos Lleras Restrepo. El presidente Guillermo León Valencia ordena al Batallón Guardia Presidencial rescatarlo.
El 20 de mayo de 1965, en movilizaciones contra la invasión estadounidense de República Dominicana y el gobierno de Guillermo León Valencia fue asesinado el estudiante Jorge Enrique Useche de la Universidad Jorge Tadeo Lozano, y al día siguiente se declara el estado de sitio en el país. El 26 de octubre de 1966, se presenta la protesta contra la presencia en la universidad de Carlos Lleras Restrepo, Robert McNamara y John Rockefeller. La universidad fue cerrada durante 2 años y se suprimió la FUN.
Entre el 11 y 12 de junio de 1967, tras protestas por el alza de los transportes, fueron detenidos 600 estudiantes y herido Reinaldo Perdomo y se da la detención de Jaime Caycedo Turriago y Rafael Castellanos, miembros del comité ejecutivo de la FUN. En agosto de 1969, fue militarizada la universidad por la visita de Nelson Rockefeller a Colombia. El 1 de septiembre de 1969, fue ejecutado extrajudicialmente el estudiante  de ingeniería Rómulo Germán Carvalho.

### Años 1970
Entre febrero y junio de 1970, se cerro la universidad por Paro de solidaridad con la Facultad de Medicina. En reclamo por su apertura estudiantes marchan hasta Bucaramanga en la denominada "Marcha José Antonio Galán". Otros grupos estudiantiles parten para ciudades como Medellín, Villavicencio, Cali, y el Eje Cafetero. El 26 de julio fue asesinado el estudiante de derecho Fidel Guillermo Ruiz Daza. Entre octubre y diciembre de 1970, surge en la Pontificia Universidad Javeriana  el "Movimiento Cataluña" como protesta a las reformas universitarias de la época, las alzas en las matrículas y la poca participación estudiantil en los cuerpos directivos de la universidad.
Tras la Masacre del 26 de febrero de 1971 en la Universidad del Valle, los estudiantes de la Universidad Nacional se solidarizaron el 4 de marzo, iniciando el Paro nacional universitario en Colombia de 1971, las universidades públicas fueron cerradas. En junio fueron encarcelados los dirigentes estudiantiles Carlos Romero, Morris Ackerman, Sergio Pulgarín, Yira Castro, Edgar Salas, Jaime Alvear, Avelino Castro y William Tabares. En las Elecciones estudiantiles al Consejo Superior Universitario. Gana la lista de la Jupa (Juventud Patriótica) liderada por Marcelo Torres. El 27 de noviembre, fue quemado el carro del ministro de Educación Luis Carlos Galán al interior de la Universidad.
El 6 de abril de 1972, la Fuerza Pública invadió las Residencias Femeninas. En junio de 1973, el estudiante de medicina José Ovidio Beltrán, fue confundido con un agente secreto del Servicio de Inteligencia Militar. El 18 de abril de 1974, fueron asesinados el estudiante de odontología Yesid Castañeda y el estudiante de enfermería José Darío Palma. Entre octubre de 1974 y junio de 1975, fue nombrado rector Luis Carlos Pérez.
El 18 de abril de 1975, en protestas de conmemoración de los asesinatos del año anterior, fue quemado el carro del Nuncio Apostólico, Monseñor Ángelo Palma. El 16 de mayo de 1975, los estudiantes se toman simbólicamente el Hospital de La Hortúa. Serían desalojados por la Fuerza Pública el 29 de mayo. En las protestas que se conocerían como el Movimiento de las batas blancas.
En enero de 1976, se presentó un paro de solidaridad de la Universidad Nacional Sede Medellín con la Universidad de Medellín, el 13 de febrero entran en paro las universidades de la ciudad.  Entre febrero y marzo se presentaron protestas por la visita de Henry Kissinger. Alberto Álava, profesor de Derecho quien defendía a los estudiantes detenidos fue encarcelado, liberado el 5 de marzo. El 31 de marzo fue asesinado el estudiante de Zootecnia, Alexis Omaña por el Ejército Nacional. El 2 de abril, fue ocupada militarmente la universidad y el Hospital San Juan de Dios, dejando 400 detenidos. Entre mayo y junio se presentaron protestas contra Hernán Vieco, quien había sido nombrado internamente rector. El 1 de octubre se presentó un paro de profesores de la universidad. El 8 de octubre es renombrada la plaza central de la universidad como Plaza Che, al decapitar la estatua de Francisco de Paula Santander, el 31 de octubre se organiza un paro en la universidad. En 1976 son cerradas las Residencias Estudiantiles.
Entre el 18 y el 22 de abril de 1977, fue ocupada militarmente y cercada la universidad por orden del alcalde de Bogotá Bernardo Gaitán Mahecha, el 8 de junio fue asesinado el estudiante de Arquitectura de la Universidad Nacional, sede Medellín, Carlos Bravo. Entre el 14 y 15 de junio la Fuerza Pública ocupó la Universidad Nacional Sede Manizales. Entre junio y octubre fue desaparecido el estudiante de arquitectura  Jaime Rivadeneira Montenegro, su cuerpo fue hallado en el río Guáitara (Nariño). Los estudiantes universitarios participaron activamente en el Paro Cívico Nacional de 1977. Entre diciembre y enero de 1978, se presentan protestas en las universidades públicas por la inminente alza en las matrículas.
Para abril y mayo de 1978, se presentaron protestas por el decreto 225 de 1978 que regulaba y hacía más tardía la entrega del título de abogado en el país. El 23 de mayo, se presentaron protestas y fue cercada la universidad por la Fuerza Pública. El 30 de mayo en protestas fue asesinado el estudiante Patricio Silva Ruales. Simultáneamente hay protestas en la Facultad de Agronomía de la Universidad Nacional Sede Palmira.
El 22 de febrero de 1979, fue tomado el Consejo Académico por 50 estudiantes exigiendo la liberación de estudiantes detenidos, la suspensión de las torturas a los detenidos y de los consejos verbales de guerra del  Estatuto de Seguridad. El 12 de septiembre, se presentan protestas en conmemoración del Paro Cívico de 1977, Bogotá es militarizada e implantado toque de queda. El 24 de septiembre, inicia el Paro Universitario de 1979 contra la reforma universitaria propuesta por el gobierno de Julio César Turbay (1978-1982). y para reclamar autonomía de la enseñanza superior.

### Años 1980
El 22 de enero de 1980, fue aprobada la reforma universitaria, las alzas del transporte y militarizada la universidad. El 1 de octubre se presentan enfrentamientos entre estudiantes y soldados en la universidad, fue cerrada por 2 días. El 27 de marzo de 1981, se realizan protestas por el cierre de las residencias y la ruptura de relaciones diplomáticas con Cuba. Se aplica el Estatuto de Seguridad a 132 detenidos, 5 policías y 10 estudiantes heridos, cerrada la universidad. Entre el 4 y 5 de junio se presenta una toma pacífica de la universidad, desalojada por la Fuerza Pública. El 27 de septiembre de 1981 fue asesinado el estudiante de Derecho Iván Alvis Pinzón, su cuerpo fue encontrado por campesinos en Usme. El 8 de octubre es pintado por los hermanos Sanjuan el primer mural del Che Guevara, ambos serían desaparecidos. Entre el 25 de noviembre de 1981 y el 7 de diciembre de 1981, 20 estudiantes se tomaron pacíficamente la Embajada de Francia.
Para el 27 de enero de 1982 se presenta un paro de profesores, entre el 4 de marzo de 1982 y el 13 de septiembre de 1982, fueron desaparecidos forzadamente 13 estudiantes y trabajadores acusados del secuestro de los hijos menores del narcotraficante José Jader Álvarez. Entre los desaparecidos estaban los hermanos Sanjuán. Este proceso se llamó “Colectivo 82” y dio origen a  la Asociación de Familiares de Detenidos Desaparecidos (Asfaddes). El 25 de mayo fue asesinado el estudiante de Ingeniería Hugo López Barrero. El 20 de agosto sería asesinado el profesor y abogado Alberto Alava Montenegro. El 21 de septiembre, los estudiantes se toman las residencias estudiantiles desocupadas desde 1977. El 2 de diciembre se presentan protestas por la visita del presidente estadounidense Ronald Reagan.
El 16 de junio, se presentaron protestas de los estudiantes de odontología. Posteriormente el 9 de julio de 1983, fue detenido y torturado el estudiante de filosofía y militante del Movimiento 19 de abril M-19 José del Carmen Cuesta. El 8 de septiembre, murió el estudiante de veterinaria Julio César Barrera Castro al caer de una de las residencias estudiantiles. El 8 de octubre el estudiante Yezid González, es herido en enfrentamientos con la Fuerza Pública y muere 3 días después. El rector Fernando Sánchez Torres, lidero una marcha de 15.000 miembros de la comunidad rechazando la violencia en la universidad.
Para el 29 de marzo de 1984, 30 estudiantes de la Universidad Pedagógica Nacional y la Universidad Nacional. se toman la iglesia de Lourdes, son desalojados y posteriormente 13 estudiantes toman la sede de la Radio Cadena Nacional (RCN) para exigir la libertad de los estudiantes detenidos. El 9 de mayo de 1984, fue hallado muerto en un cañadulzal de Cali el estudiante de odontología y presidente de Cooperación Estudiantil, Jesús “Chucho” León. El 14 de mayo fue asesinado el profesor de Medicina, Luis Armando Muñoz González, quien había denunciado el tráfico de drogas en el campus. En estos años se presentaron por lo menos 501 violaciones a los derechos humanos en la Universidad Nacional.
En la universidad se encontraban algunos grupos de miembros del Ejército de Liberación Nacional (ELN), del Ejército Popular de Liberación (EPL) y del Movimiento 19 de abril (M-19). Hacia 1984, se adelantaban diálogos de paz con las guerrillas del EPL y el M-19 con quienes se firmaron los Acuerdos de Corinto, Hobo y Medellín, además con las FARC-EP se firmaron los Acuerdos de La Uribe.
Adicionalmente, el gobierno de Belisario Betancur había decretado el estado de sitio en el país a inicios de mayo de 1984, ordenando la completa militarización en las principales ciudades del país. Lo anterior se dio como consecuencia del asesinato del ministro de justicia Rodrigo Lara Bonilla el 30 de abril de 1984.[cita requerida]

## Acontecimientos
El 16 de mayo de 1984, se presentaron protestas en la Universidad Nacional por el asesinato de Jesús “Chucho” León, presidente de Cooperación Estudiantil, y del profesor universitario Luis Armando Muñoz González. De una movilización pacífica iniciada en la mañana se pasó rápidamente a disturbios o "tropel", en los cuales se presentaron un bus quemado, una explosión, y disparos en el campus de la universidad. Con una respuesta rápida y al parecer planificada por la Policía Nacional, el F2, el Grupo de Operaciones Especiales (GOES) quienes ingresaron al campus de la Universidad. Incluso un cuerpo de seguridad atacaba a los estudiantes con armas blancas.
A los capturados y a los muertos les iban poniendo unas capuchas elaboradas por los miembros de la Fuerza Pública, para así evitar su posterior identificación.
Por lo menos 81 personas fueron detenidas, entre estudiantes, docentes, trabajadores de la Universidad Nacional y habitantes de la zona (en total, 70 hombres y 11 mujeres), fueron víctimas de golpes, torturas e incluso agresiones sexuales por parte de la Fuerza Pública y en su trasladado a centros de detención. 68 personas permanecieron detenidas de manera irregular entre 2 semanas a 4 semanas en la Cárcel Distrital, y solo 1 persona fue judicializada y condenada. Al menos 46 personas habrían resultado heridas, de las cuales cinco de ellas con arma de fuego disparadas por la Policía Nacional. El estudiante Tiberio Báez de Cerinza Boyacá desapareció.

La masacre nunca fue esclarecida, ni se pudo determinar la cantidad de muertos y desaparecidos.

## Consecuencias
La Universidad Nacional de Colombia estuvo cerrada durante 11 meses. Las oficinas administrativas fueron trasladadas al edificio Uriel Gutiérrez y a la Unidad Camilo Torres, donde se ubicaban las residencias estudiantiles. Además, fue cerrada la entrada vehicular de la calle 45, los servicios de bienestar universitario fueron reducidos y las cafeterías, privatizadas. El rector Fernando Sánchez Torres renunció, y en 2024 negó que hubiera ocurrido la masacre como tal. Los estudiantes de los guardias rojos fueron desaparecidos entre ellos Tiberio Báez de Cerinza Boyacá. Al ser suprimidos los guardias rojos en su mayoría boyacenses y tolimenses prácticamente quedó exterminado el grupo estudiantil al que pertenecieron Dario Palma y Julio Cesar Barrera los cuales habían sido infiltrados en armero guayabal por grupos de narcotraficantes que en verdad eran agentes encubiertos de la policía militar, ya que la familia de Barrera Castro eran socios de Bosi, una empresa de calzado de cuero tolimense, que tenían pautas publicitarias en la radio cultural. El genocidio de 1984 fue dirigido contra el grupo Guardias Rojos sus miembros desaparecidos y probablemente la única sobreviviente del movimiento es la periodista Judith Sarmiento.

## Homenajes
Este hecho ha sido conmemorado en la Universidad Nacional de Colombia, ha sido estudiado y documentado por Archivos del Búho y presentado a la Comisión de la Verdad como parte del conflicto armado interno en las universidades de Colombia.